# Juan Bautista Basset y Ramos
Juan Bautista Basset y Ramos (Alboraya, c. 1654 - Segovia, 15 de enero de 1728) fue un militar español que encabezó la revuelta del Reino de Valencia durante la Guerra de Sucesión Española contra Felipe V al frente de los maulets.

## Biografía
Basset nació en el seno de una familia de artesanos. Su padre, Juan Basset era carpintero, escultor y dorador de imágenes y retablos. Su madre se llamaba Esperanza Ramos.
Sirvió como militar profesional en el ejército austríaco del Archiduque Carlos de Austria —posteriormente coronado como emperador del Sacro Imperio Romano Germánico como Carlos VI— junto a Jorge de Darmstadt, el Príncipe de Hesse. Basset formó parte de la flota anglo-holandesa que envió el pretendiente austriaco para tomar posesión como rey de España en 1704.
Después de la toma de Gibraltar, las tropas aliadas desembarcaron en Altea el 10 de agosto de 1705. Allí, Basset ejerció como general de las fuerzas austracistas que en pocas semanas llegaron a la ciudad de Valencia, donde proclamaron rey al archiduque Carlos de Austria como Carlos III. En febrero de 1706 organizó la defensa de Játiva, rechazando victoriosamente a las tropas borbónicas. Basset capitaneó la revuelta valenciana que, contra el gobierno absolutista y centralizador de Felipe V, unió las reivindicaciones de los campesinos contra los nobles, y de los comerciantes y menestrales de las ciudades contra el poder de los franceses y a favor del comercio con los Países Bajos e Inglaterra. De este modo se convertiría en jefe de los maulets contra los botiflers, partidarios de Felipe V.
Al comprometerse con los labradores valencianos a la exención de cargas y tributos señoriales dio pie a que fuera juzgado y encarcelado por el mismo rey Carlos a quien servía. A raíz de la derrota en la batalla de Almansa, el 25 de abril de 1707, fue liberado para organizar las pocas fuerzas fieles a los austracistas que quedaban, cosa que no fue posible, consiguiendo reunir tropas para la defensa de Barcelona, que resistió hasta la caída de la ciudad el 11 de septiembre de 1714.
Diez días después de la capitulación, a pesar de las promesas de James Fitz-James, primer Duque de Berwick de no tomar represalias, Basset fue apresado por las tropas borbónicas y trasladado a Alicante, y desde allí a diversas prisiones como Fuenterrabía y Segovia. Murió en Segovia el 15 de enero de 1728, pocos meses después de ser liberado del Alcázar en un deplorable estado de salud, siendo enterrado por caridad por los jesuitas. En su lecho de muerte recibió una notificación del emperador Carlos VI en la que se le comunicaba su ascenso a Feldmarschall-Leutnant del ejército imperial.